# Peter Weygoldt
Peter Johann Hennig Weygoldt (* 24. April 1933 in Wilhelmshaven; † 23. Oktober 2021 in Münstertal/Schwarzwald) war ein deutscher Biologe, Arachnologe und Herpetologe.

## Leben
Weygoldt war der Sohn von Walter und Hanna Weygoldt, geborene Wienholz. Er besuchte Volksschulen in Kiel und Berlin, und zwischen 1943 und 1945 absolvierte er verschiedene Gymnasien in Neubrandenburg und Kolberg (heute Kołobrzeg in Polen), wo er zusammen mit seiner Mutter und seiner drei Jahre jüngeren Schwester bei Verwandten auf einem Bauernhof lebte. Sein Vater war zunächst Major und ab 1939 Oberstleutnant bei der Luftwaffe. Er kam während des Zweiten Weltkrieges im September 1943 in Riga ums Leben. Anschließend floh Peter Weygoldt mit seiner Mutter und seiner Schwester von Kolberg nach Bremen. Im Stadtteil Vegesack besuchte er das Gerhard-Rohlfs-Gymnasium, wo er 1952 das Abitur mit einer exzellenten Benotung in Biologie abschloss.
Weygoldt war bereits als Kind von Tieren fasziniert. Er hielt Maulwurfsgrillen, Gelbrandkäfer, Molche und Kreuzottern in Terrarien und Aquarien, wo er sie genau beobachten konnte, und setzte sie anschließend wieder in die freie Natur zurück. 1950 veröffentlichte er seinen ersten Artikel über Haltung und Zucht von Süßwassergarnelen im Aquarium. Er strebte ursprünglich eine Ausbildung zum Förster an, da er jedoch nicht über das nötige Geld für ein Mofa verfügte, um zum Unterricht zu kommen, entschied er sich letztendlich gegen diesen Bildungsweg. Weygoldt begann 1952 ein Biologiestudium an der Christian-Albrechts-Universität zu Kiel.
Während seiner sechsjährigen Studienzeit verbrachte er auch ein Jahr an der Albert-Ludwigs-Universität Freiburg, wo Hans-Joachim Elster Lehrgänge in Limnologie anbot sowie Exkursionen zu verschiedenen Schwarzwaldseen leitete, an denen Weygoldt teilnahm.
Zurück in Kiel forschte er über die entwicklungsbiologischen Vorgängen bei Krebstieren unter der Leitung von Adolf Remane und Rolf Siewing. Seine Dissertation zum Thema Die Embryonalentwicklung des Amphipoden Gammarus pulex pulex (L), verteidigte er im Februar 1958 mit der Note „sehr gut“.
Seine Kenntnisse in der Aufzucht von Tieren in Terrarien und Aquarien beeinflussten zugleich sein Engagement in den Disziplinen der Embryologie, Reproduktionsbiologie und der Verhaltensbiologie. Nach seiner Promotion trat er im Juni 1957 eine einjährige Stelle als wissenschaftlicher Mitarbeiter an, die ihm im Rahmen eines DFG-Projekts von Rolf Siewing angeboten wurde.
Im April 1960 arbeitete er bei der Anstalt für Bodenseeforschung. Von November 1960 bis Oktober 1965 war er als wissenschaftlicher Assistent am Lehrstuhl von Werner Ulrich an der Freien Universität Berlin tätig. Im Februar 1964 legte Weygoldt seine Habilitationsschrift mit dem Titel Vergleichend-embryologische Untersuchungen an Pseudoskorpionen (Chelonethi) an der FU Berlin vor. Er fing die Pseudoskorpione auf den Küstendünen der Nordsee, auf den Küsteninseln der Ostsee und vor Ort im Bienenhaus der Freien Universität Berlin. Die Veröffentlichungen aus seiner Berliner Zeit belegen die Themenvielfalt, an der Weygoldt forschte: Embryologie und Neurobiologie von Ostrakoden, Asseln und Höheren Krebsen sowie vergleichende Studien zu entwicklungsbiologischen Vorgängen bei Gliederfüßern.
Nach seiner Habilitation erhielt Weygoldt eine Einladung an das Duke University Marine Laboratory in Beaufort in North Carolina. Ein Kontakt mit Professor Bernhard Hassenstein führte jedoch dazu, dass ihm eine feste Stelle an der Albert-Ludwigs-Universität Freiburg angeboten wurde. Weygoldt entschied sich für den Forschungsaufenthalt in Beaufort, mit der Aussicht, dass ihm der Posten in Freiburg für zwei Jahre freigehalten wurde. Von Oktober 1965 bis April 1967 war er wissenschaftlicher Mitarbeiter von John DeForest Costlow (1927–2009) bei einem Forschungsprojekt über die Entwicklung von Krebstieren.
Costlow widmete sich insbesondere entwicklungsbiologischen und ökotoxikologischen Projekten, die er vornehmlich über Krebstiere (Garnelen, Schwimmkrabben, Rankenfußkrebse) sowie über Moostierchen verwirklichte. Weygoldt war dort für die histologische Untersuchung der Entwicklung und Metamorphose von Krabbenlarven zuständig und befasste sich einerseits mit der Neurosekretion und zum anderen mit einer Hautdrüse, dem Y-Organ, und anderen Organsystemen von Krebstieren. Zudem setzte er seine Studien über Pseudoskorpione fort.
Auf einer Exkursion nach Florida fand er seine ersten Geißelspinnen und sammelte mehrere Exemplare, um das Paarungsverhalten und die Entwicklung zu beobachten. Die Taxonomie, die Systematik und das Verhalten dieser Spinnentiergruppe waren zu der Zeit nicht hinlänglich erforscht, und so betrieb er Vergleichsstudien zwischen Pseudoskorpionen und Geißelspinnen. Das, was als Nebenprojekt begann, entwickelte sich in den nachfolgenden Jahren zu einem zentralen Schwerpunkt seiner Forschung. 1966 lernte er in Beaufort Sylvia Möhring kennen, die er noch im selben Jahr heiratete. Aus dieser Ehe gingen zwei Söhne und zwei Töchter hervor.
Von Mai bis September 1967 forschte Weygoldt an den Friday Harbor Laboratories der University of Washington in Seattle über die Entwicklungsbiologie von Krebstieren und die Biologie von Pseudoskorpionen weiter und unterrichtete den Lehrgang Embryologie von Wirbellosen. Ab September 1967 wechselte er auf die für ihn freigehaltene Oberassistentenstelle am Biologischen Institut I (Zoologie) der Universität Freiburg, wo er im November 1978 zum außerordentlichen Professor ernannt wurde. Während seiner Zeit in Freiburg konzentrierte er sich ausgiebig auf die Geißelspinnen. Dank der Tatsache, dass sein Schwiegervater Karl-Heinz Möhring Land in Brasilien besaß, konnte Weygoldt seine Studien über Geißelspinnen nach Südamerika ausdehnen. Bereits auf seiner ersten Expedition entdeckte er zwei bis dahin unbeschriebene Arten. Ebenfalls in Brasilien kam er in Kontakt mit dem Herpetologen Oswaldo L. Peixoto, mit dem er die Vielfalt neotropischer Froscharten erforschte und drei neue Arten beschrieb. In den 1980er und frühen 1990er Jahren befasste er sich fast ausschließlich mit der Fortpflanzungsbiologie von Fröschen.
Er widmete sich auch den Themen Umweltschutz und Umweltveränderung, darunter in einem Artikel über Frösche als Bioindikatoren für Umweltzerstörung in Brasilien. Ferner veröffentlichte er speziellere Arbeiten zu Geißelspinnen, Geißelskorpionen (Uropygi) und tropischen Fröschen, die häufig zitiert wurden, darunter die Fachartikel Morphologie, Taxonomie und Phylogenie der Chelicerata (1979, in Koautorenschaft mit Hannes F. Paulus) und Embryologie und Phylogenie der Arthropoden (1980).
Neben Brasilien unternahm Weygoldt Forschungsreisen nach Panama und Costa Rica, nach Kenia, Namibia, Südafrika, São Tomé, Seychellen, Neukaledonien, Oman und Saudi-Arabien.
Nach seiner Emeritierung im September 1995 betrieb Weygoldt neue Forschungsstudien über Geißelspinnen, die sich auf die Taxonomie und Systematik der Tiere bezogen. Seine letzte Arbeit erschien 2013 in Koautorenschaft mit Siegfried Huber über den Spermientransfer und die mütterliche Brutpflege bei Geißelskorpionen. Danach gab er seine Forschung aufgrund einer schleichenden Neuropathie auf.
1969 erschien Weygoldts Buch Biology of Pseudoscorpions, im 2000 das Werk Whip Spiders und 2005 das Buch Moos- und Bücherskorpione. Er publizierte seine Werke zur Fortpflanzungsbiologie der verschiedenen Tiergruppen bereits ab 1966 auf Englisch, womit er weltweit zahlreiche junge Forscher und Forscherinnen inspirierte, die sich mit den Bereichen Taxonomie, Systematik, Verhaltensbiologie oder Phylogenetik befassen. Für sein Lebenswerk wurde Weygoldt 2013 mit dem Simon Award der International Society of Arachnology (ISA) ausgezeichnet. Bereits 2004 wurde er im Rahmen der ISA-Tagung in Gent zum Ehrenmitglied ernannt.
1972 und 1973 veröffentlichte Weygoldt einige Kurzlehrfilme in der Filmreihe Encyclopaedia Cinematographica des Instituts für den Wissenschaftlichen Film (IWF) in Göttingen.

## Dedikationsnamen
Nach Peter Weygoldt sind die Arten Aplastodiscus weygoldti (Cruz & Peixoto, 1987), Britopygus weygoldti Dunlop & Martill, 2002, Cybella weygoldti Harvey, 2018, Hadogenes weygoldti Stahlavsky, Stundlova, Lowe, Stockmann & Kovarik, 2018, Paraliochthonius weygoldti Muchmore, 1967 sowie die Gattungen Weygoldtia Miranda, Giupponi, Prendini & Scharff, 2018 und Weygoldtina Dunlop, 2018 benannt.

## Erstbeschreibungen von Peter Weygoldt
- Catageus brevispina (Weygoldt, 2002)
- Charinus acaraje Pinto-da-Rocha, Machado & Weygoldt, 2002
- Charinus asturius Pinto-da-Rocha, Machado & Weygoldt, 2002
- Charinus brasilianus Weygoldt, 1972
- Charinus cavernicolus Weygoldt, 2006
- Charinus fagei Weygoldt, 1972
- Charinus koepckei Weygoldt, 1972
- Charinus longipes Weygoldt, 2006
- Charinus montanus Weygoldt, 1972
- Charinus papuanus Weygoldt, 2006
- Charinus quinteroi Weygoldt, 2002
- Damon brachialis Weygoldt, 1999
- Damon diadema robustus Weygoldt, 1999
- Damon gracilis Weygoldt, 1998
- Damon longispinatus Weygoldt, 1999
- Damon sylviae Prendini, Weygoldt & Wheeler, 2005
- Damon uncinatus Weygoldt, 1999
- Dendropsophus ruschii (Weygoldt & Peixoto, 1987)
- Euphrynichus Weygoldt, 1995
- Ololygon heyeri Peixoto & Weygoldt, 1986
- Oophaga vicentei (Jungfer, Weygoldt & Juraske, 1996)
- Phrynichodamon Weygoldt, 1996
- Phrynichus brevispinatus Weygoldt, 1998
- Phrynichus deflersi arabicus Weygoldt, 2003
- Phrynichus dhofarensis Weygoldt, Pohl & Polak, 2002
- Phrynichus gaucheri Weygoldt, 1998
- Phrynichus heurtaultae Weygoldt, Pohl & Polak, 2002
- Phrynichus madagascariensis Weygoldt, 1998
- Phrynichus spinitarsus Weygoldt, 1998
- Proceratophrys moehringi Weygoldt & Peixoto, 1985
- Sarax dhofarensis (Weygoldt, Pohl & Polak, 2002)
- Sarax omanensis (Delle Cave, Gardner & Weygoldt, 2009)
- Sarax pakistanus (Weygoldt, 2005)
- Sarax socotranus (Weygoldt, Pohl & Polak, 2002)
- Sarax stygochthobius (Weygoldt & Van Damme, 2004)
- Thelyphonellus ruschii Weygoldt, 1979
- Xerophrynus Weygoldt, 1996